# Litij-sumporna baterija
Litij-sumporna baterija (Li-S) pripada skupini punjivih baterija na bazi litija. Spada u drugu generaciju takve vrste baterija. Tehnološki predstavlja generaciju baterija koje će vjerojatno naslijediti litij-ionsku bateriju. Bateriju su razvili znanstvenici u američkog nacionalnog laboratorija u Oak Ridgeu (ORNL). Demonstrirane su na letu solarnog zrakoplova kolovoza 2008.
Osobine su joj uglavnom iste kao kod prethodnice. Vrlo su lagane, a gustoće su kao voda. Kao ni Li-Poly nema tekući elektrolit nego čvrsti, što pokazuje ustaljivanje standarda čvrstog elektrolita. Rješenjem s krutim elektrolitom osigurala se dugotrajnost što je prvo veliko poboljšanje. Svako rješenje koje je uključivalo tekući elektrolit nije pridonosio komercijalnom razvitku litij-sumpornih baterija, jer je tekući elektrolit nagrizao sumpornu katodu. Drugo poboljšanje je u kapacitetu, jer je elektrolit bogat sumporom dobar vodič elektrona. Zbog toga bi baterija morala biti četiri puta veće gustoće energije od litij-ionskih baterija. Mogu biti gustoće energije od 500 W·h/kg, što je znatno bolje od većine litij-ionskih baterija koje su u rasponu od 150 do 200 W·h/kg. Treće poboljšanje je manja zapaljivost od litij-ionskih baterija koje su u zadanim okolnostima pretjerano se zagrijavale, pa čak i eksplodirale uz izazivanje požara. Ovo poboljšanje je zbog tvari koje na toplinu drukčije reagiraju. Četvrto poboljšanje je ekološko i ekonomsko, a proizlazi iz činjenice da je sumpor jeftin, a u naftnoj industriji skoro pa besplatni neželjeni nusproizvod. Primjenom sumpora u ovim baterijama rješava se ekološki problem otpada što ga stvara naftna industrija, jer se sumpor reciklira, a proizvođaći baterija dobivaju vrlo jeftinu sirovinu.
Do danas su javnosti prikazane litij-sumporne baterije koje imaju do 1500 ciklusa punjenja i pražnjenja, ali još nisu komercijalno dostupne.